# Cecilia García
Cecilia García San Martín (25 giugno 1963) è un'ex cestista spagnola.

## Carriera
Con la Spagna ha disputato i Campionati europei del 1983.